# Campionati mondiali giovanili di nuoto 2006
I primi Campionati mondiali giovanili di nuoto sono svolti a Rio de Janeiro (Brasile) dal 22 al 27 agosto 2006.

## Medagliere
| Posizione | Paese               |   |    |   | Totale |
| --------- | ------------------- | - | -- | - | ------ |
| 1         | Italia              | 9 | 6  | 2 | 17     |
| 2         | Stati Uniti         | 5 | 1  | 8 | 14     |
| 3         | Francia             | 4 | 2  | 3 | 9      |
| 4         | Russia              | 3 | 10 | 4 | 17     |
| 5         | Cina                | 3 | 2  | 3 | 8      |
| 6         | Polonia             | 3 | 1  | 0 | 4      |
| 7         | Spagna              | 2 | 2  | 1 | 5      |
| 8         | Germania            | 2 | 1  | 3 | 6      |
| 9         | Belgio              | 2 | 1  | 0 | 3      |
| 10        | Brasile             | 1 | 3  | 1 | 5      |
| 11        | Romania             | 1 | 2  | 0 | 3      |
| 12        | Serbia e Montenegro | 1 | 1  | 0 | 2      |
| 12        | Nuova Zelanda       | 1 | 1  | 0 | 2      |
| 14        | Austria             | 1 | 0  | 2 | 3      |
| 14        | Ucraina             | 1 | 0  | 2 | 3      |
| 16        | Sudafrica           | 0 | 3  | 6 | 9      |
| 17        | Regno Unito         | 0 | 2  | 2 | 4      |
| 18        | Malaysia            | 0 | 2  | 0 | 2      |
| 19        | Ecuador             | 0 | 1  | 0 | 1      |
| 19        | Lituania            | 0 | 0  | 2 | 2      |
| 19        | Panama              | 0 | 0  | 1 | 1      |

## Stile libero

### 50 m stile libero
| Posizione | Atleta           | Paese     | Tempo    |
| --------- | ---------------- | --------- | -------- |
|           | Yoris Grandjean  | Belgio    | 22.74 RC |
|           | Sergey Fesikov   | Russia    | 22.92    |
|           | Wesley Gilchrist | Sudafrica | 23.19    |

| Posizione | Atleta            | Paese    | Tempo    |
| --------- | ----------------- | -------- | -------- |
|           | Daniela Schreiber | Germania | 25.55 RC |
|           | Ionela Cozma      | Romania  | 25.61    |
|           | Camille Muffat    | Francia  | 25.71    |

### 100 m stile libero
| Posizione | Atleta           | Paese  | Tempo    |
| --------- | ---------------- | ------ | -------- |
|           | Yoris Grandjean  | Belgio | 50.32 RC |
|           | Sergey Fesikov   | Russia | 50.84    |
|           | Michele Santucci | Italia | 51.24    |

| Posizione | Atleta            | Paese    | Tempo    |
| --------- | ----------------- | -------- | -------- |
|           | Daniela Schreiber | Germania | 55.59 RC |
|           | Ionela Cozma      | Romania  | 55.96    |
|           | Camille Muffat    | Francia  | 56.47    |

### 200 m stile libero
| Posizione | Atleta             | Paese       | Tempo      |
| --------- | ------------------ | ----------- | ---------- |
|           | Cesare Sciocchetti | Italia      | 1:51.97 RC |
|           | Yoris Grandjean    | Belgio      | 1:52.20    |
|           | Scott Flowers      | Stati Uniti | 1:52.23    |

| Posizione | Atleta                   | Paese       | Tempo      |
| --------- | ------------------------ | ----------- | ---------- |
|           | Ophélie-Cyrielle Étienne | Francia     | 2:00.44 RC |
|           | Tang Yi                  | Cina        | 2:01.26    |
|           | Leah Ginarich            | Stati Uniti | 2:02.04    |

### 400 m stile libero
| Posizione | Atleta              | Paese   | Tempo   |
| --------- | ------------------- | ------- | ------- |
|           | Mateusz Matczak     | Polonia | 3:54.99 |
|           | Cesare Sciocchetti  | Italia  | 3:56.49 |
|           | Juan Luis Rodriguez | Spagna  | 3:56.68 |

| Posizione | Atleta            | Paese       | Tempo      |
| --------- | ----------------- | ----------- | ---------- |
|           | Mireia Belmonte   | Spagna      | 4:14.29 RC |
|           | Jessica Rodríguez | Stati Uniti | 4:14.45    |
|           | Leah Ginarich     | Stati Uniti | 4:14.49    |

### 800 m stile libero
| Posizione | Atleta              | Paese   | Tempo      |
| --------- | ------------------- | ------- | ---------- |
|           | Maciej Hreniak      | Polonia | 8:04.84 RC |
|           | Juan Luis Rodriguez | Spagna  | 8:06.92    |
|           | Davide Sitti        | Italia  | 8:09.67    |

| Posizione | Atleta             | Paese     | Tempo      |
| --------- | ------------------ | --------- | ---------- |
|           | Ionela Cozma       | Romania   | 8:38.91 RC |
|           | Wendy Trott        | Sudafrica | 8:40.69    |
|           | Anastasia Ivanenko | Russia    | 8:40.81    |

### 1500 m stile libero
| Posizione | Atleta              | Paese       | Tempo    |
| --------- | ------------------- | ----------- | -------- |
|           | Maciej Hreniak      | Polonia     | 15:28.42 |
|           | Juan Luis Rodriguez | Spagna      | 15:32.83 |
|           | Ian Rowe            | Stati Uniti | 15:33.97 |

| Posizione | Atleta             | Paese     | Tempo       |
| --------- | ------------------ | --------- | ----------- |
|           | Aurélie Muller     | Francia   | 16:35.32 RC |
|           | Anastasia Ivanenko | Russia    | 16:40.99    |
|           | Wendy Trott        | Sudafrica | 16:41.36    |

## Dorso

### 50 m dorso
| Posizione | Atleta           | Paese     | Tempo    |
| --------- | ---------------- | --------- | -------- |
|           | Leonardo Guedes  | Brasile   | 26.26 RC |
|           | Damiano Lestingi | Italia    | 26.52    |
|           | Garth Tune       | Sudafrica | 26.57    |

| Posizione | Atleta          | Paese         | Tempo    |
| --------- | --------------- | ------------- | -------- |
|           | Zhou Yanxin     | Cina          | 29.49 RC |
|           | Emily Thomas    | Nuova Zelanda | 29.58    |
|           | Christin Zenner | Germania      | 29.61    |

### 100 m dorso
| Posizione | Atleta           | Paese       | Tempo    |
| --------- | ---------------- | ----------- | -------- |
|           | Damiano Lestingi | Italia      | 55.74 RC |
|           | Leonardo Guedes  | Brasile     | 56.43    |
|           | Matthew Thompson | Stati Uniti | 57.42    |

| Posizione | Atleta            | Paese         | Tempo      |
| --------- | ----------------- | ------------- | ---------- |
|           | Natalie Wiegersma | Nuova Zelanda | 1:02.41 RC |
|           | Anastasia Zueva   | Russia        | 1:02.83    |
|           | Zhou Yanxin       | Cina          | 1:03.10    |

### 200 m dorso
| Posizione | Atleta           | Paese       | Tempo      |
| --------- | ---------------- | ----------- | ---------- |
|           | Cory Chitwood    | Stati Uniti | 2:00.68 RC |
|           | Damiano Lestingi | Italia      | 2:00.84    |
|           | Scott Flowers    | Stati Uniti | 2:01.66    |

| Posizione | Atleta                   | Paese   | Tempo      |
| --------- | ------------------------ | ------- | ---------- |
|           | Anastasia Zueva          | Russia  | 2:15.27 RC |
|           | Ophélie-Cyrielle Étienne | Francia | 2:16.49    |
|           | Chen Wen                 | Cina    | 2:17.01    |

## Rana

### 50 m rana
| Posizione | Atleta       | Paese               | Tempo    |
| --------- | ------------ | ------------------- | -------- |
|           | Mattia Pesce | Italia              | 28.43 RC |
|           | Caba Siladji | Serbia e Montenegro | 29.05    |
|           | Edgar Crespo | Panama              | 29.13    |

| Posizione | Atleta            | Paese  | Tempo |
| --------- | ----------------- | ------ | ----- |
|           | Wang Qun          | Cina   | 32.21 |
|           | Vitalina Simonova | Russia | 32.63 |
|           | Zhao Jin          | Cina   | 32.65 |

### 100 m rana
| Posizione | Atleta            | Paese  | Tempo      |
| --------- | ----------------- | ------ | ---------- |
|           | Edoardo Giorgetti | Italia | 1:02.31 RC |
|           | Mattia Pesce      | Italia | 1:02.65    |
|           | Mikhael Ermolaev  | Russia | 1:03.46    |

| Posizione | Atleta            | Paese       | Tempo      |
| --------- | ----------------- | ----------- | ---------- |
|           | Wang Qun          | Cina        | 1:09.21 RC |
|           | Vitalina Simonova | Russia      | 1:09.35    |
|           | Caitlin Leverenz  | Stati Uniti | 1:09.94    |

### 200 m rana
| Posizione | Atleta            | Paese    | Tempo   |
| --------- | ----------------- | -------- | ------- |
|           | Edoardo Giorgetti | Italia   | 2:15.44 |
|           | Luca Pizzini      | Italia   | 2:15.56 |
|           | Giedrius Titenis  | Lituania | 2:16.57 |

| Posizione | Atleta            | Paese       | Tempo   |
| --------- | ----------------- | ----------- | ------- |
|           | Vitalina Simonova | Russia      | 2:26.58 |
|           | Wang Qun          | Cina        | 2:28.41 |
|           | Caitlin Leverenz  | Stati Uniti | 2:28.57 |

## Farfalla

### 50 m farfalla
| Posizione | Atleta               | Paese       | Tempo |
| --------- | -------------------- | ----------- | ----- |
|           | Yauheni Lazuka       | Bielorussia | 24.56 |
|           | Cândido Silva Junior | Brasile     | 24.91 |
|           | Kirill Chibisov      | Russia      | 24.94 |

| Posizione | Atleta             | Paese    | Tempo |
| --------- | ------------------ | -------- | ----- |
|           | Lyubov Korol       | Ucraina  | 27.38 |
|           | Ilaria Bianchi     | Italia   | 27.45 |
|           | Lena Celina Hiller | Germania | 27.48 |

### 100 m farfalla
| Posizione | Atleta              | Paese               | Tempo    |
| --------- | ------------------- | ------------------- | -------- |
|           | Ivan Lenđer         | Serbia e Montenegro | 54.31 RC |
|           | Daniel William Bego | Malaysia            | 54.40    |
|           | Kirill Chibisov     | Russia              | 54.63    |

| Posizione | Atleta          | Paese       | Tempo    |
| --------- | --------------- | ----------- | -------- |
|           | Ilaria Bianchi  | Italia      | 59.57 RC |
|           | Keri-Leigh Shaw | Sudafrica   | 1:00.25  |
|           | Jemma Lowe      | Regno Unito | 1:00.31  |

### 200 m farfalla
| Posizione | Atleta              | Paese    | Tempo      |
| --------- | ------------------- | -------- | ---------- |
|           | Dinko Jukić         | Austria  | 2:01.64 RC |
|           | Daniel William Bego | Malaysia | 2:02.13    |
|           | Marco Camargo       | Ecuador  | 2:04.41    |

| Posizione | Atleta          | Paese       | Tempo   |
| --------- | --------------- | ----------- | ------- |
|           | Cartnell Kalisz | Stati Uniti | 2:12.34 |
|           | Jemma Lowe      | Regno Unito | 2:13.52 |
|           | Nina Dittrich   | Austria     | 2:13.92 |

## Misti

### 200 m misti
| Posizione | Atleta          | Paese       | Tempo      |
| --------- | --------------- | ----------- | ---------- |
|           | Scott Flowers   | Stati Uniti | 2:03.62 RC |
|           | Xavier Mohammed | Regno Unito | 2:04.69    |
|           | Denys Dubrov    | Ucraina     | 2:04.70    |

| Posizione | Atleta           | Paese       | Tempo      |
| --------- | ---------------- | ----------- | ---------- |
|           | Caitlin Leverenz | Stati Uniti | 2:14.45 RC |
|           | Camille Muffat   | Francia     | 2:15.29    |
|           | Wang Qun         | Cina        | 2:18.13    |

### 400 m misti
| Posizione | Atleta          | Paese       | Tempo      |
| --------- | --------------- | ----------- | ---------- |
|           | Scott Flowers   | Stati Uniti | 4:21.33 RC |
|           | Mateusz Matczak | Polonia     | 4:23.42    |
|           | Dinko Jukić     | Austria     | 4:24.39    |

| Posizione | Atleta             | Paese     | Tempo   |
| --------- | ------------------ | --------- | ------- |
|           | Mireia Belmonte    | Spagna    | 4:47.38 |
|           | Anastasia Ivanenko | Russia    | 4:50.27 |
|           | Bianca Meyer       | Sudafrica | 4:51.86 |

## Staffette

### 4 x 100 m stile libero
| Posizione | Atleta                                                               | Paese     | Tempo      |
| --------- | -------------------------------------------------------------------- | --------- | ---------- |
|           | Marco Pellizzon Damiano Lestingi Michele Santucci Cesare Sciocchetti | Italia    | 3:26.84 RC |
|           | Mikhail Plichcuk Dmitri Chechulin Anton Anchin Sergey Fesikov        | Russia    | 3:27.36    |
|           | Graeme Moore Jay-Cee Thomson Garth Tune Wesley Gilchrist             | Sudafrica | 3:29.52    |

| Posizione | Atleta                                                                          | Paese    | Tempo      |
| --------- | ------------------------------------------------------------------------------- | -------- | ---------- |
|           | Ophélie-Cyrielle Étienne Justine Lignot Roxane Devillers Favreau Camille Muffat | Francia  | 3:46.73 RC |
|           | Sophie-Luise Dietrich Lena Celina Hiller Jenny Lahl Daniela Schreiber           | Germania | 3:46.99    |
|           | Olga Danylyuk Lyubov Korol Mariya Yatsenko Darya Stepanyuk                      | Ucraina  | 3:49.42    |

### 4 x 200 m stile libero
| Posizione | Atleta                                                                | Paese     | Tempo      |
| --------- | --------------------------------------------------------------------- | --------- | ---------- |
|           | Filippo Barbacini Manuel Vincenzi Damiano Lestingi Cesare Sciocchetti | Italia    | 7:32.23 RC |
|           | Alan Silva João Lucca José Rezende Neto Marcelo Monteiro              | Brasile   | 7:37.36    |
|           | Riaan Schoeman Jay-Cee Thomson Morne Boshoff Wesley Gilchrist         | Sudafrica | 7:40.97    |

| Posizione | Atleta                                                                   | Paese    | Tempo      |
| --------- | ------------------------------------------------------------------------ | -------- | ---------- |
|           | Faureau Devillers Nathalie Hedin Justine Lignot Ophélie-Cyrielle Étienne | Francia  | 8:12.38 RC |
|           | Anastasia Aksenova Olga Shulgina Victoria Malyutina Anastasia Ivanenko   | Russia   | 8:16.62    |
|           | Daniela Schreiber Lena Celina Hiller Antje Mahn Sophie-Luise Dietrich    | Germania | 8:17.74    |

### 4 x 100 m misti
| Posizione | Atleta                                                              | Paese   | Tempo   |
| --------- | ------------------------------------------------------------------- | ------- | ------- |
|           | Damiano Lestingi Edoardo Giorgetti Marco Pellizzon Michele Santucci | Italia  | 3:44.22 |
|           | Anton Anchin Mikhael Ermolaev Kirill Chibisov Sergey Fesikov        | Russia  | 3:44.28 |
|           | Leonardo Guedes Mauricio Pereira Filho Frederico Castro Alan Silva  | Brasile | 3:50.23 |

| Posizione | Atleta                                                             | Paese       | Tempo      |
| --------- | ------------------------------------------------------------------ | ----------- | ---------- |
|           | Anastasia Zueva Vitalina Simonova Anastasia Aksenova Olga Shulgina | Russia      | 4:10.88 RC |
|           | Karin Prinsloo Yolana du Plesis Keri-Leigh Shaw Christy Lategan    | Sudafrica   | 4:11.39    |
|           | Georgia Davies Alexandra Warren Jemma Lowe Rachael George          | Regno Unito | 4:13.15    |